# Fairly carefree
Fairly carefree is het tweede studioalbum van de Nederlandse band Realisea.

## Inleiding
Na een aarzelend begin, omdat De Graeve nog verbonden was met Silhouette, kwam Realisea in 2020 met hun debuutalbum, relatief snel gevolgd door hun tweede. Dat album kwam op dezelfde manier tot stand als het eerste. Brian de Graeve schreef het merendeel van de muziek, bijgestaan door echtgenote Marjolein de Graeve; bij het schrijven van teksten is het juist Marjolein die het voortouw nam. Daar waar op het eerste album Brian nog onvoldoende afstand kon nemen van het invullen van de gitaarpartijen, kon hij dit naar eigen zeggen bij dit album wel bereiken. Hij zag zichzelf steeds meer als componist, dan als gitarist van een band.
De teksten gaan over angst, verbroken relaties en verdriet; een zwaardere thematiek dan bij het eerste album, aldus Brian in IO Pages. Opnamen vonden tussen januari 2020 en mei 2022 plaats in Utrecht (Bird of Paradise), Busdagno (Hidden River), Dieren (Woodpecker Studio) en Vleuten (Brewery Studio).
Het album bevat melodieuze progressieve rock, symfonische rock (kleine bezetting grootse klank) tegen neoprog aan, gelijkend op Touchstone en Mostly Autumn.

## Musici
- Brian de Graeve – zang, twaalfsnarige gitaar, aanvullende toetsinstrumenten
- Marjolein de Graeve – zang, dwarsfluit
- Rindert Bul – gitaren
- Mark op ten Berg – basgitaar
- Christophe Rapenne – toetsinstrumenten
- Jos Uffing – drumstel

Met gasten
- Ton Scherpenzeel (toetsen op Malgré les Vagues)
- Susan van den Enge – harp
- Geoffrey de Graeve – basgitaar
- Tamara van Koetsveld – klarinet
- Mila Kamstra – viool
- Erik Laan - minotaur en geluidsstudio Vleuten

## Muziek
| Nr. | Titel                                                                      | Duur  |
| --- | -------------------------------------------------------------------------- | ----- |
| 1.  | I could never learn (Muziek: Brian de Graeve, Tekst : Marjolein de Graeve) | 11:17 |
| 2.  | Cracked colorite (Brian, Marjolein)                                        | 6:28  |
| 3.  | Your lies (Brian, Marjolein)                                               | 4:15  |
| 4.  | Pretending (Brian, Marjolein)                                              | 3:59  |
| 5.  | Out in the cold (Brian, Marjolein)                                         | 7:26  |
| 6.  | Sheltered dreams (Brian, Marjolein)                                        | 5:36  |
| 7.  | Trilemma (Brian, Marjolein)                                                | 15:16 |
| 8.  | Malgré les Vagues (Brian, Marjolein)                                       | 5:15  |

I could never learn bestaat uit deel 1: To live without you, deel 2: The promise; Trilemma bestaat uit deel 1 The door, deel 2: The shoreline en deel 3 The fire.

## Nasleep
Bij de promotieconcerten moest een aantal van genoemde musici verstek laten gaan. Zo werd Op ten Berg vervangen door zoon Geoffrey de Graeve. Ook in die tijd was Realisea semi-professioneel.